# Papilio polymnestor
Papilio polymnestor — крупная дневная бабочка рода Papilio в составе семейства парусников (Papilionidae).

## Этимология латинского названия
Полиместор (др.-греч. Πολυμήστωρ, Πολυμνήστωρ) — персонаж древнегреческой мифологии, царь фракийцев.

## Описание

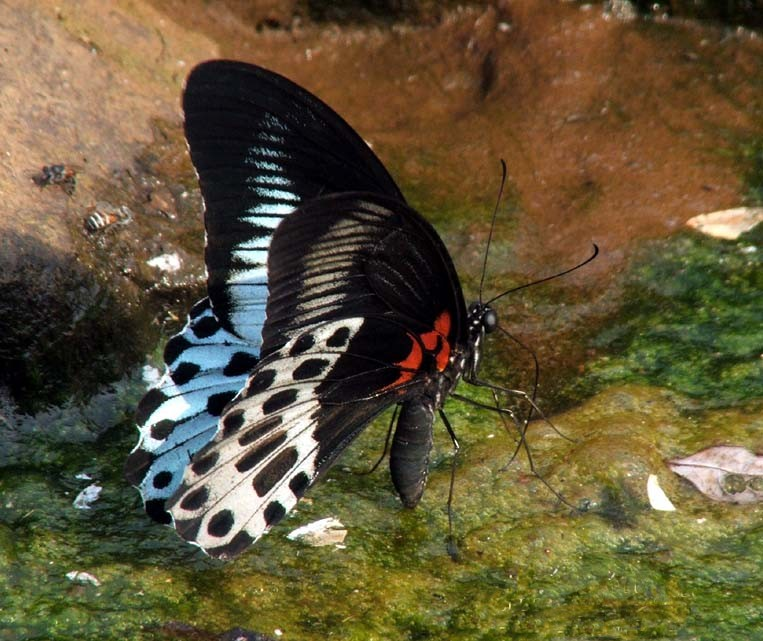
Нижняя сторона крыльев

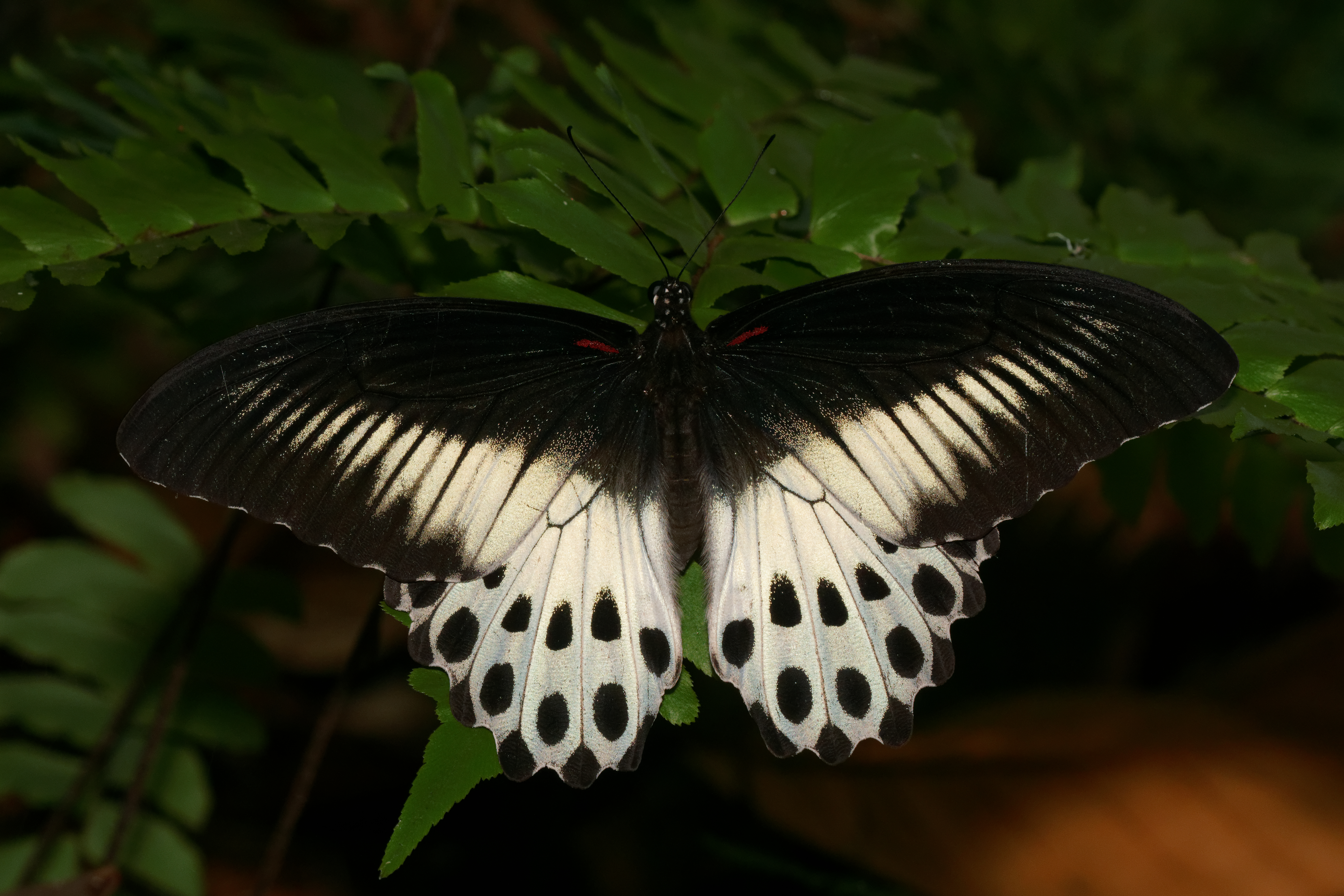
Самка

Крупная бабочка с размахом крыльев около 12—14 см. Основной фон крыльев — чёрного цвета. Передние крылья с вытянутой вершиной, у самца — с широкой серо-голубоватой полоской, прорезанной чёрными жилками крыла. Полоска суживается к вершине крыла. На таком же серо-голуботом фоне задних крыльев находятся ряды из округлых чёрных пятен различной величины. Наружный край заднего крыла волнистый. «Хвостики» на задних крыльях отсутствуют. Самки не имеют насыщенной светло-голубой окраски, светлые области крыла являются у них голубовато-серыми.
Особи, обитающие на континенте отличаются от островных со Шри-Ланки более узкой светлой полоской на передних крыльях. Среди островных самок встречаются экземпляры формы, на крыльях которой серо-голубые элементы окраски замещены на желтовато-кремовые.

## Ареал
Вид широко распространён на Шри-Ланке и юге Индии (восточное побережье Индии до Бенгалии). Бабочки встречаются на открытых пространствах, лесных просеках, полянах, опушках лесов. Часто встречается в антропогенном ландшафте — в городских парках и садах. В местах обитания бабочки этого вида довольно многочисленны.

## Биология
Гусеницы развиваются на растениях семейства рутовых: Atalantia racemosa, Atalantia wightii, Glycosmis arborea, Paramigyna monophylla, Citrus grandis, Citrus limon другие культивируемые виды Citrus.

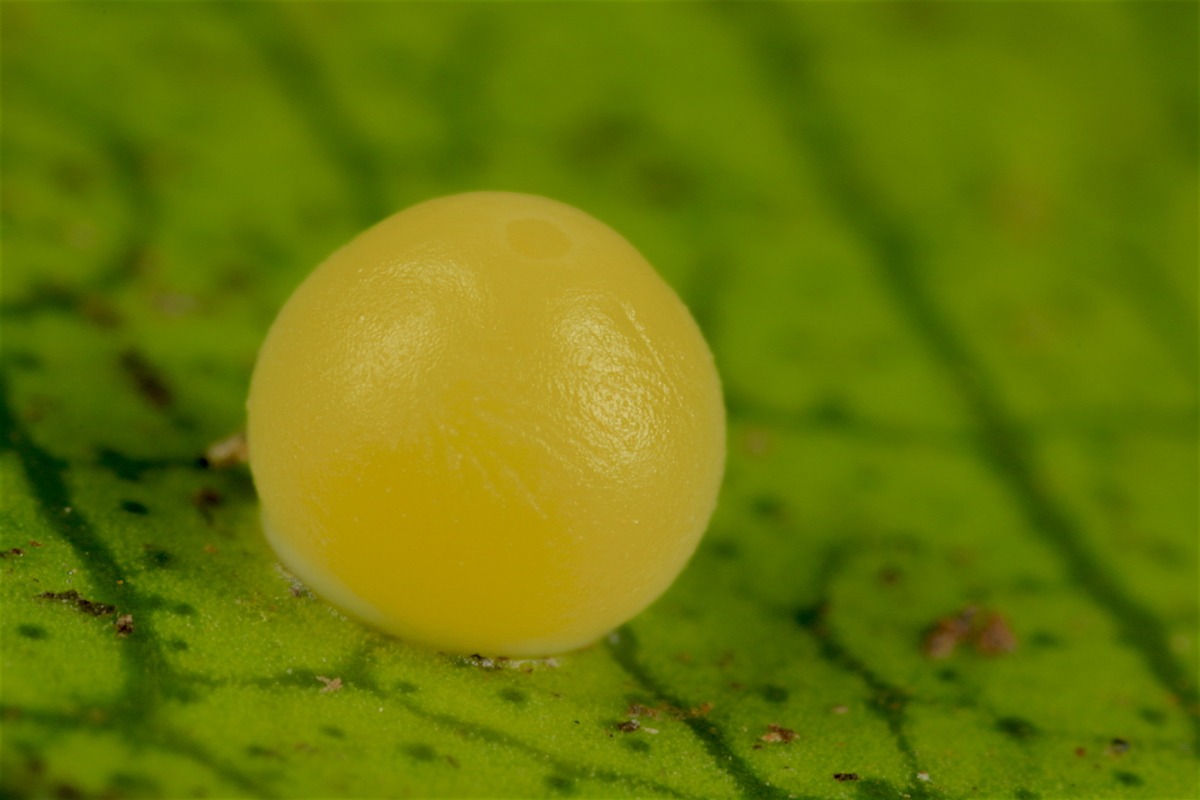
Яйцо
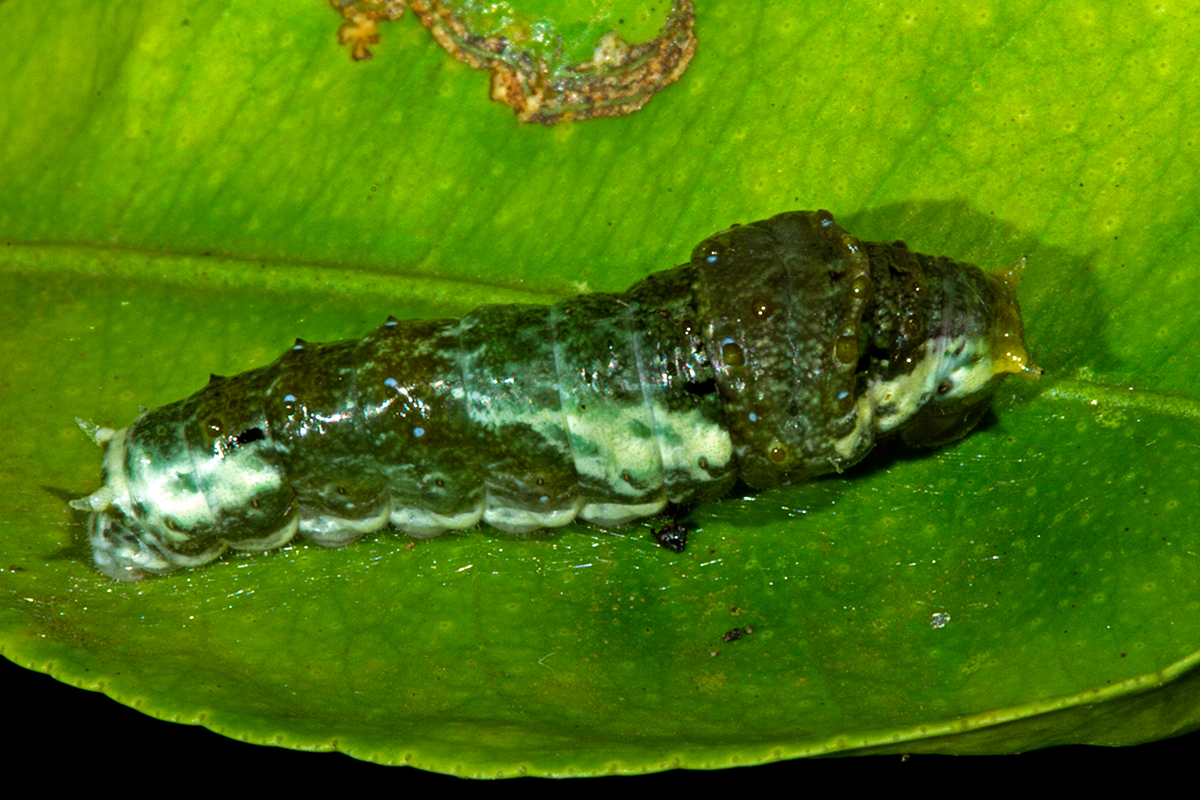
Гусеница
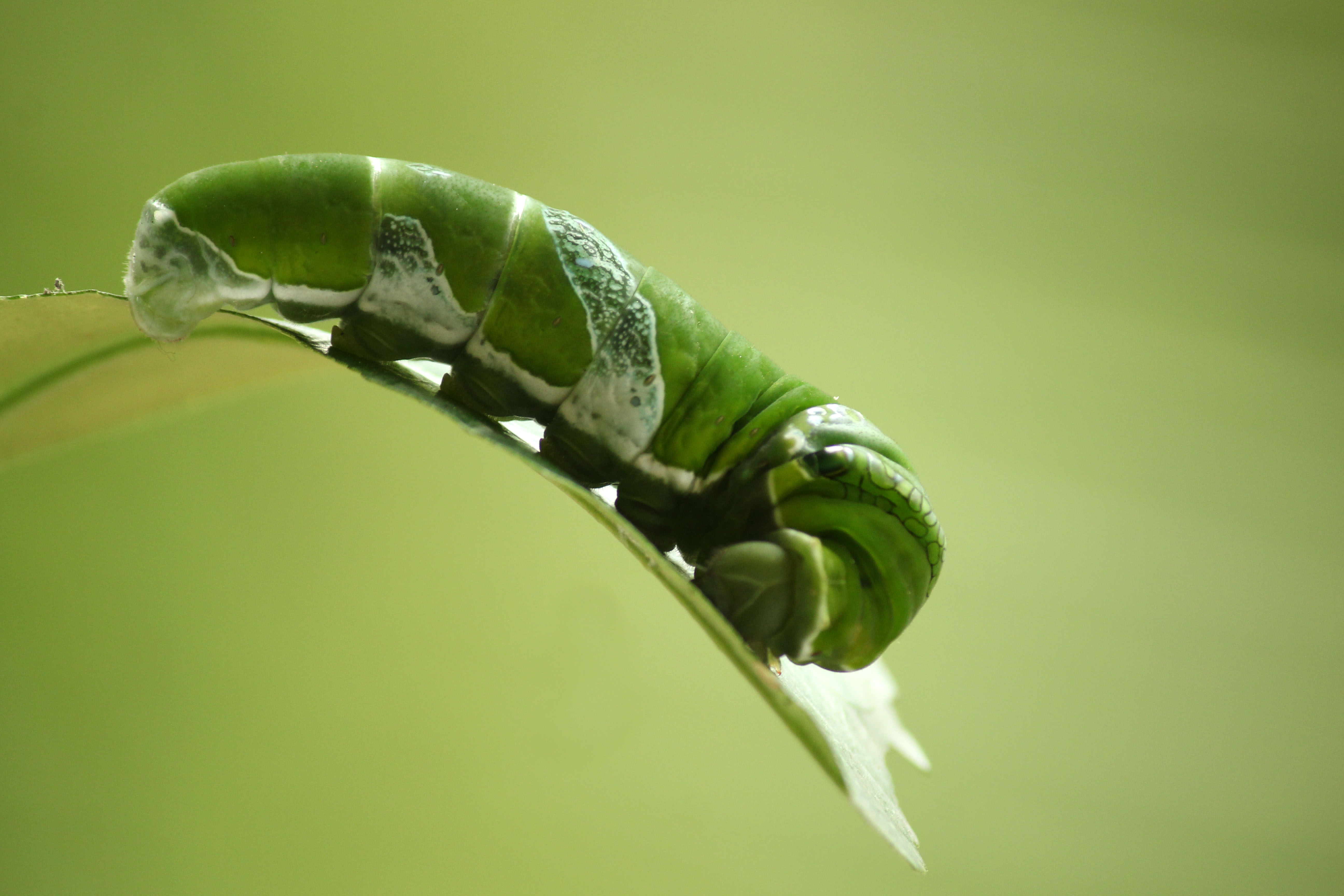
Зрелая гусеница
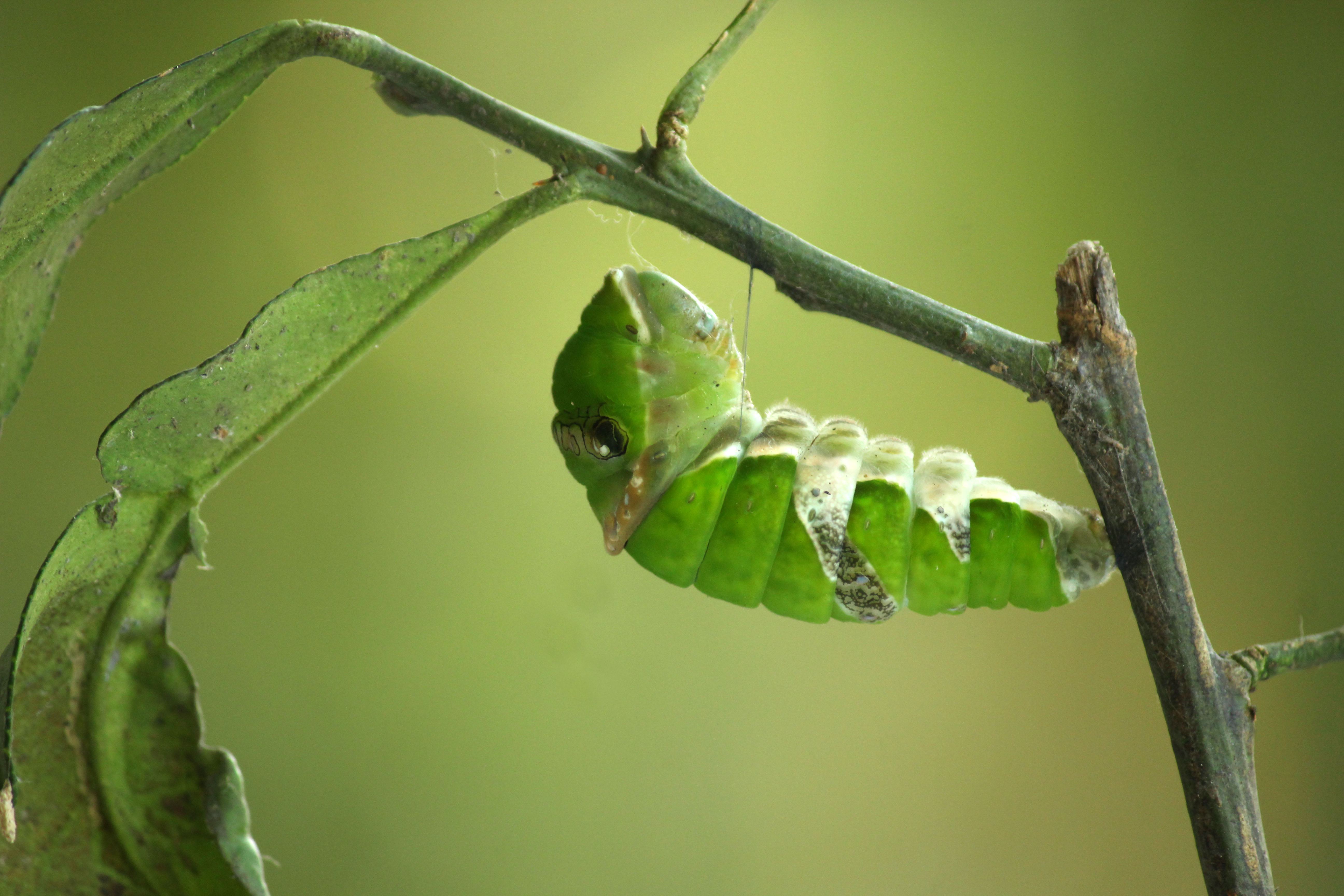
Гусеница перед окукливанием
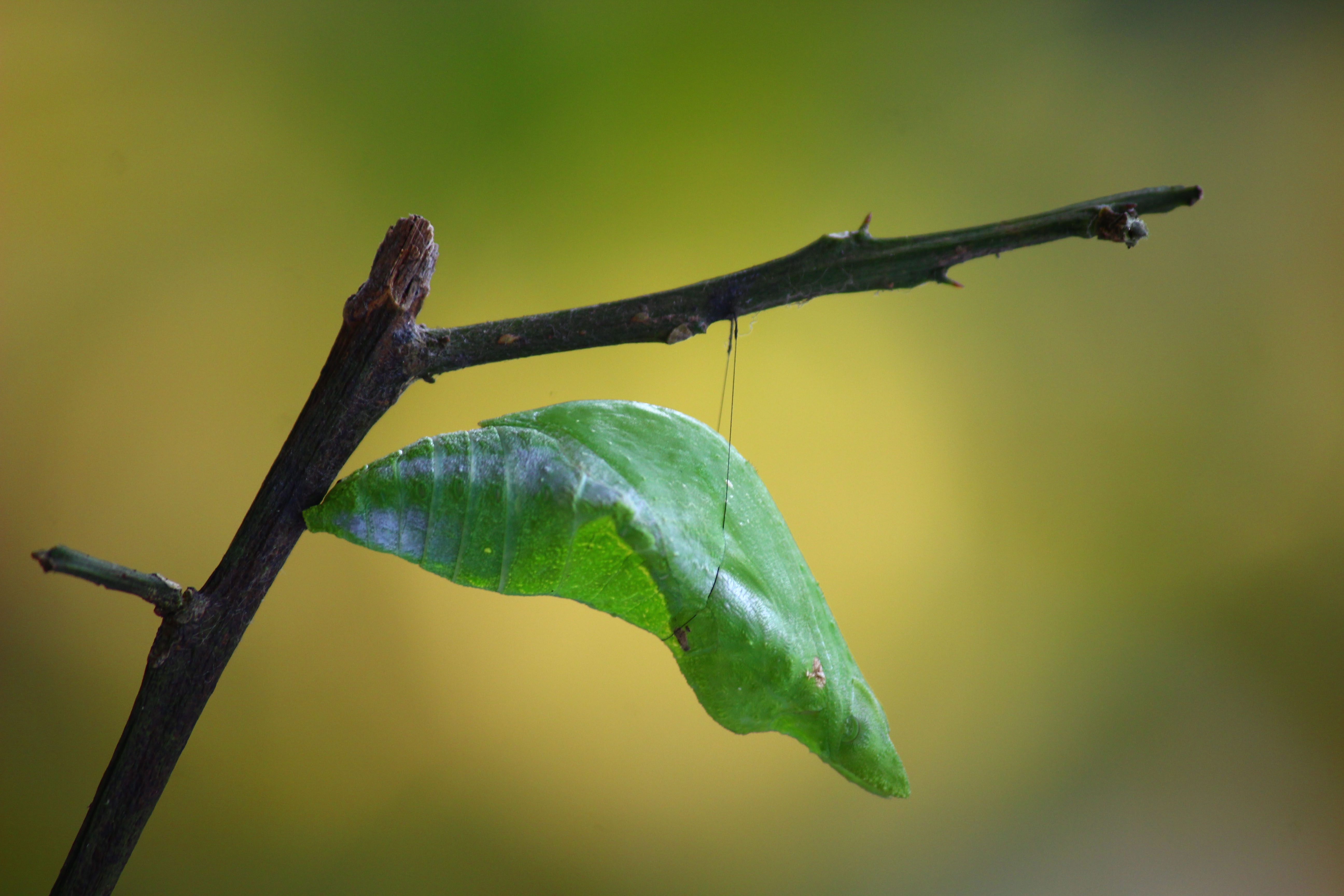
Куколка
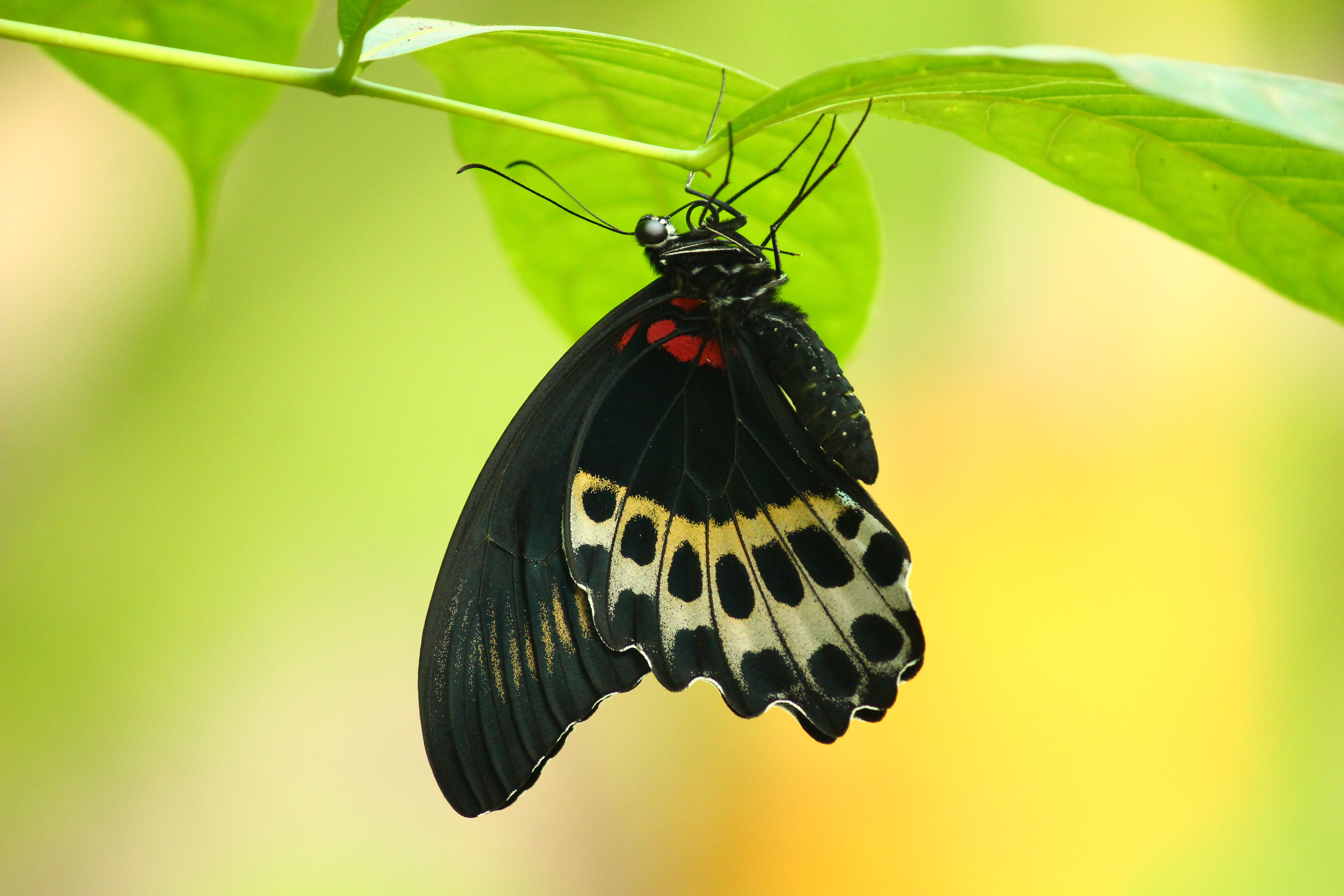
Вышедшая из куколки бабочка